# Campionato italiano Ice Sledge Hockey 2008-2009
Il Campionato italiano Ice Sledge Hockey 2008-2009 è stata la quinta edizione di questo torneo organizzato dal Comitato Italiano Paralimpico. Le compagini iscritte sono ancora una volta le tre rappresentative regionali di Piemonte (Tori Seduti), Lombardia (Armata Brancaleone) e Alto Adige (South-Tyrol Eagles, campioni in carica).
È stata variata di poco la formula, rispetto alla stagione precedente, con ogni squadra ad affrontare le altre due per cinque volte: due in casa, due in trasferta e una in campo neutro, sul campo della terza squadra.
In caso di parità al termine dei tempi regolamentari, viene giocato un tempo supplementare con la regola del golden gol. In caso di ulteriore parità, si passa ai tiri di rigore. Vengono assegnati tre punti alla squadra vincitrice nei tempi regolamentari, due alla squadra vincitrice ai tempi supplementari o ai rigori, un punto alla squadra sconfitta ai supplementari o ai rigori.

## Girone
|                    | ARM | EAG | TOR | ARM | EAG | TOR | ARM       | EAG | TOR       |
| ------------------ | --- | --- | --- | --- | --- | --- | --------- | --- | --------- |
| Armata Brancaleone | —   | 0–3 | 0–1 | —   | 1–4 | 0–2 | —         | 0–2 | 0–1 (dts) |
| South-Tyrol Eagles | 4–3 | —   | 2–0 | 2–0 | —   | 3–1 | 2–0       | —   | 3–1       |
| Tori Seduti        | 1–0 | 3–2 | —   | 3–2 | 2–0 | —   | 1–0 (dts) | 1–3 | —         |

| 10 ottobre 2008 | Tori Seduti | 1 – 0 (d.t.s.) | Armata Brancaleone |  |

| 11 ottobre 2008 | South-Tyrol Eagles | 2 – 0 | Tori Seduti |  |

| 12 ottobre 2008 | South-Tyrol Eagles | 4 – 3 | Armata Brancaleone |  |

| 22 novembre 2008 | Tori Seduti | 3 – 2 | Armata Brancaleone |  |

| 8 dicembre 2008 | South-Tyrol Eagles | 3 – 1 | Tori Seduti |  |

| 13 dicembre 2008 | Armata Brancaleone | 0 – 3 | South-Tyrol Eagles |  |

| 13 dicembre 2008 | Armata Brancaleone | 0 – 1 | Tori Seduti |  |

| 14 dicembre 2008 | South-Tyrol Eagles | 3 – 1 | Tori Seduti |  |

| 21 dicembre 2008 | South-Tyrol Eagles | 2 – 0 | Armata Brancaleone |  |

| 11 gennaio 2009 | Armata Brancaleone | 1 – 4 | South-Tyrol Eagles |  |

| 24 gennaio 2009 | Tori Seduti | 1 – 0 | South-Tyrol Eagles |  |

| 7 febbraio 2009 | Armata Brancaleone | 0 – 2 | Tori Seduti |  |

| 4 aprile 2009 | Tori Seduti | 2 – 0 | Armata Brancaleone |  |

| 4 aprile 2009 | Armata Brancaleone | 0 – 2 | South-Tyrol Eagles |  |

| 5 aprile 2009 | Tori Seduti | 3 – 2 | South-Tyrol Eagles |  |

## Classifica
| Pos | Squadra            | G  | V | VS | PS | P | GF | GS | DG  | Pt |
| --- | ------------------ | -- | - | -- | -- | - | -- | -- | --- | -- |
| 1   | South-Tyrol Eagles | 10 | 8 | 0  | 0  | 2 | 25 | 10 | +15 | 24 |
| 2   | Tori Seduti        | 10 | 6 | 1  | 0  | 3 | 15 | 12 | +3  | 20 |
| 3   | Armata Brancaleone | 10 | 0 | 0  | 1  | 9 | 6  | 24 | −18 | 1  |